# 訃報 2001年3月
訃報 2001年3月（ふほう 2001ねん3がつ）では、2001年（平成13年）3月中に物故した、又は物故が報じられた人物についてまとめる。

## （1日 - 15日）

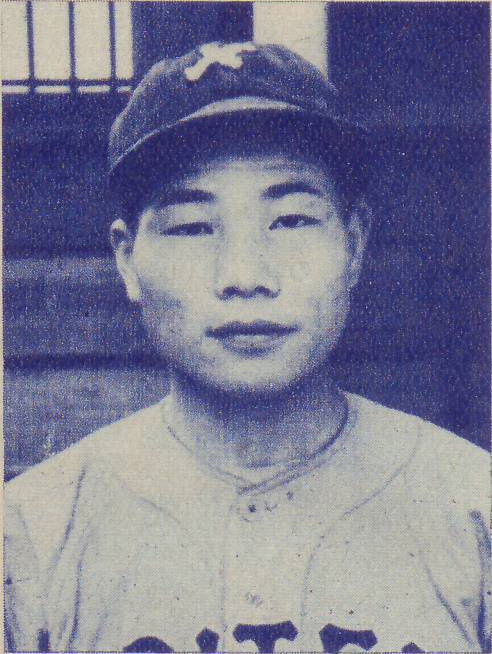
大和田明／3月4日没

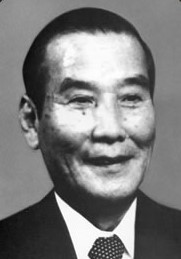
三原朝雄／3月7日没

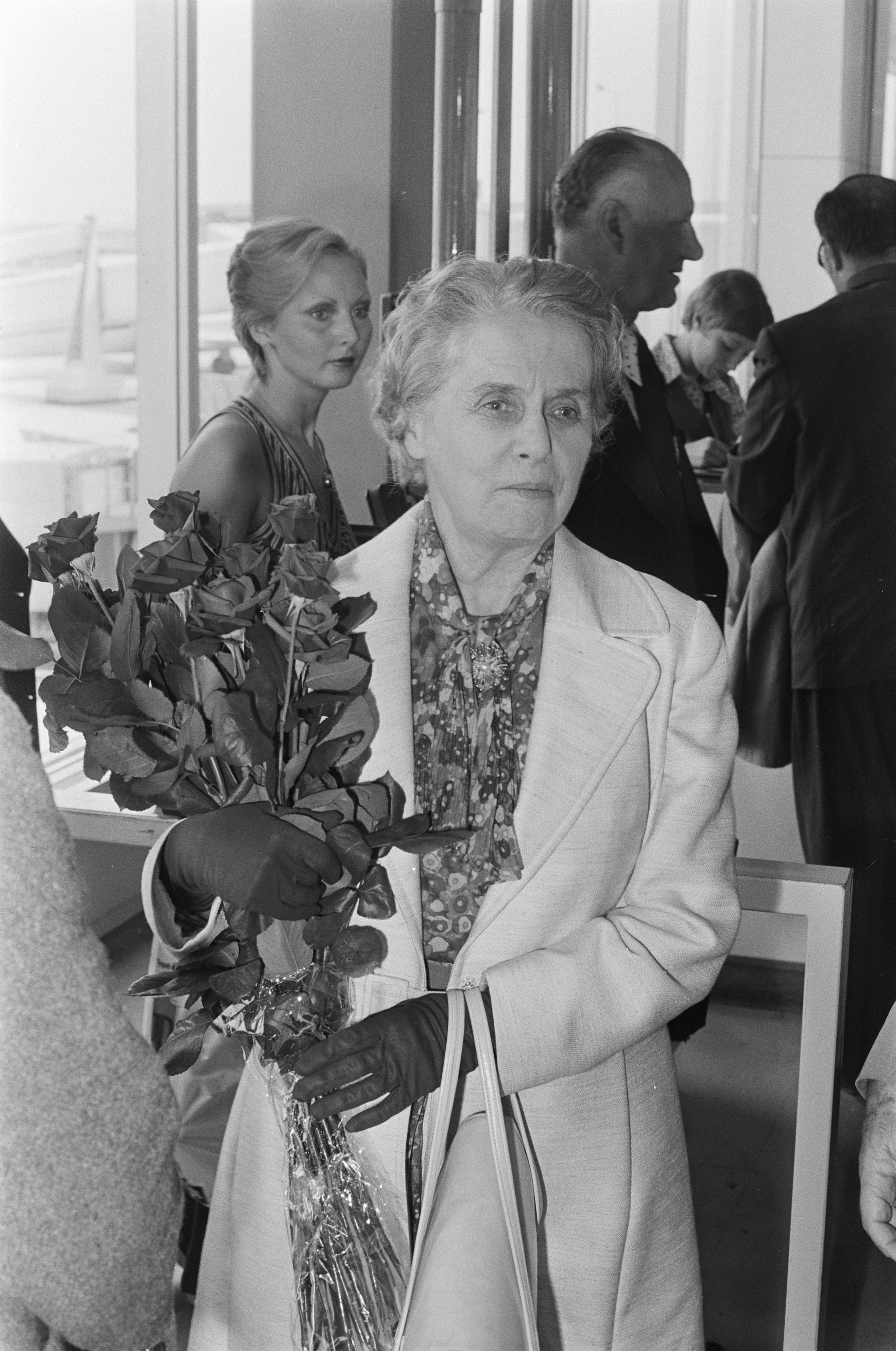
ニネット・ド・ヴァロア／3月8日没

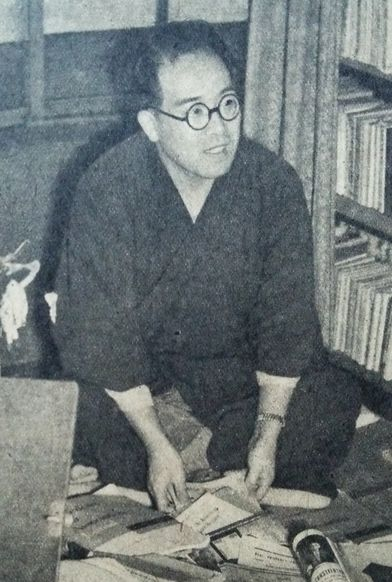
田畑茂二郎／3月8日没

- 3月1日 - 小田稔[1]、天文学者（* 1923年）
- 3月1日 - 瀧見山延雄、元力士、元世話人（*1927年）
- 3月1日 - 竹腰美代子、美容家（* 1930年）
- 3月1日 - 久和ひとみ、ニュースキャスター（* 1960年）
- 3月3日 - 小倉満、実業家、政治家、元岐阜県大垣市長（* 1932年）
- 3月4日 - 大和田明、元プロ野球選手（* 1934年）
- 3月7日 - 三原朝雄、政治家、元総理府総務長官・防衛庁長官・文部大臣（* 1909年）
- 3月7日 - 花沢徳衛、俳優（* 1911年）
- 3月7日 - 岩垂寿喜男、政治家、元環境庁長官（* 1929年）
- 3月8日 - ニネット・ド・ヴァロア、バレエダンサー、振付師（* 1898年）
- 3月8日 - 田畑茂二郎、国際法学者（* 1911年）
- 3月11日 - 上村松篁、日本画家（* 1902年）
- 3月13日 - 佐藤竹秀、元プロ野球選手（* 1947年）
- 3月14日 - 井田真木子、ノンフィクション作家（* 1956年）

## （16日 - 31日）

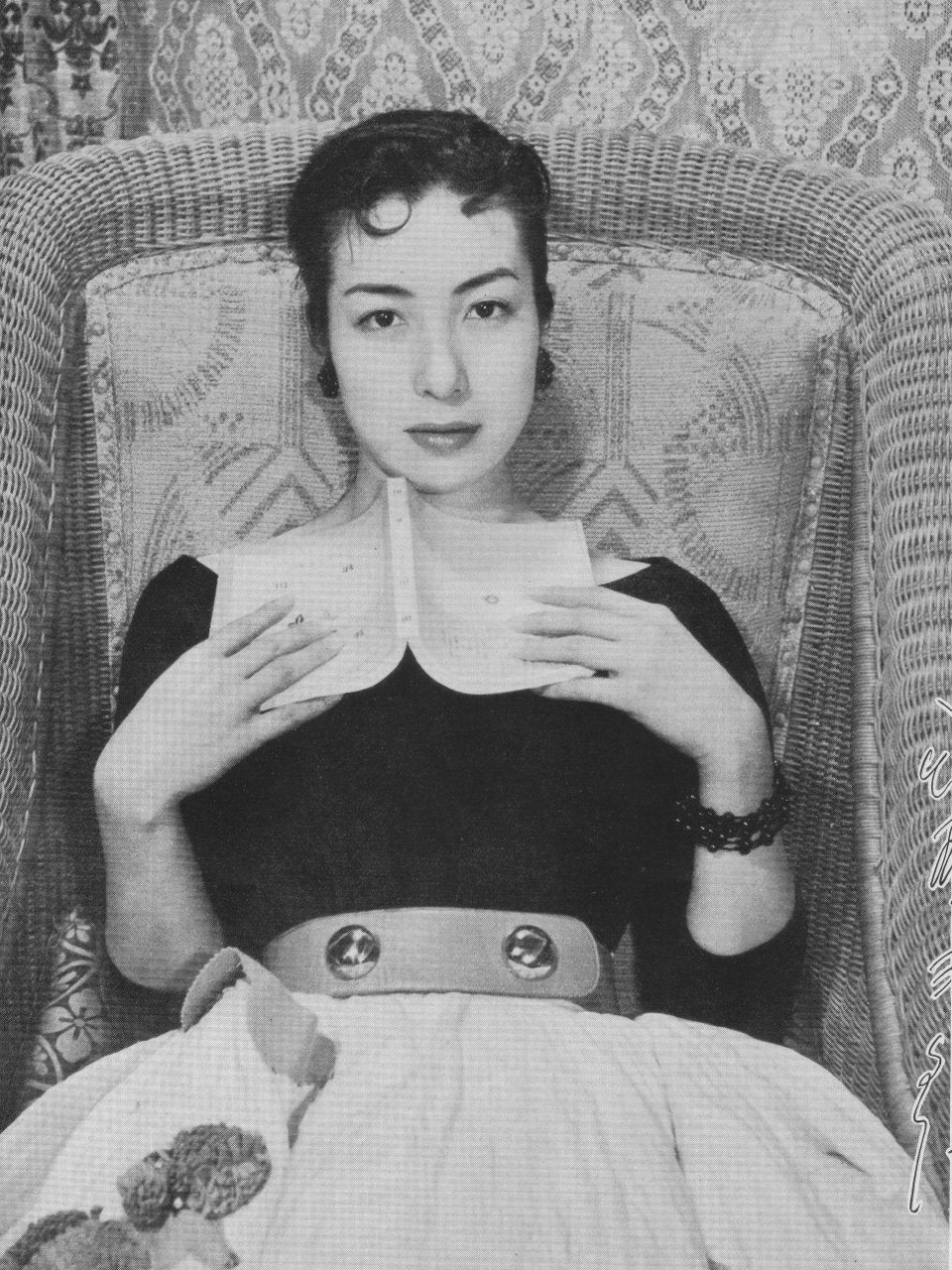
新珠三千代／3月17日没

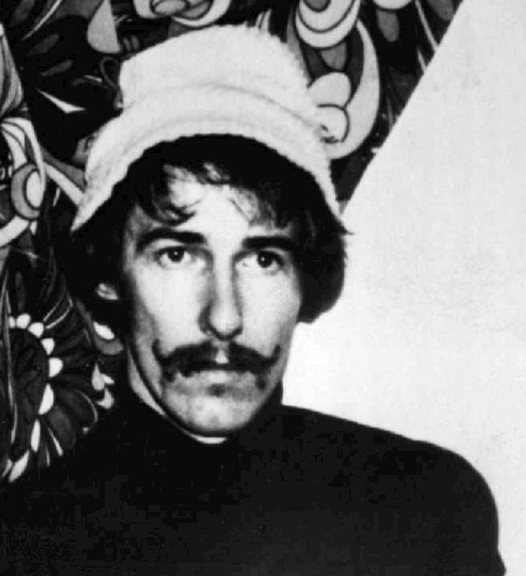
ジョン・フィリップス／3月18日没

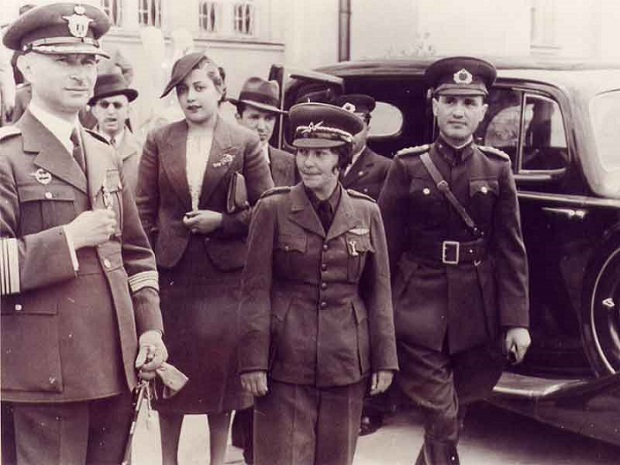
サビハ・ギョクチェン（中央）／3月22日没

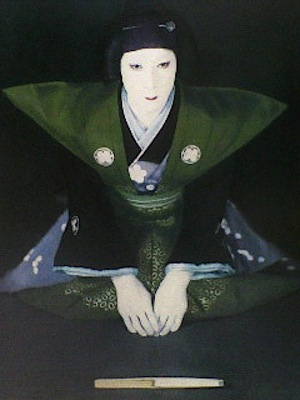
六代目中村歌右衛門／3月31日没

- 3月16日 - 大川功、株式会社CSK創業者（* 1926年）
- 3月17日 - 新珠三千代[2]、女優（* 1930年）
- 3月18日 - ジョン・フィリップス、ミュージシャン、元ママス&パパスメンバー（* 1935年）
- 3月19日 - 宮川洋一、俳優（* 1928年）
- 3月20日 - 小山田健一、元プロ野球選手（* 1950年）
- 3月22日 - 奈良本辰也、歴史家（* 1913年）
- 3月22日 - サビハ・ギョクチェン、操縦士（* 1913年）
- 3月22日 - あすなひろし、漫画家（* 1941年）
- 3月25日 - ラリー・ランズバーグ、映画監督（* 1911年）
- 3月25日 - 塩瀬盛道、元プロ野球選手（* 1931年）
- 3月27日 - 児島襄、作家（* 1927年）
- 3月28日 - 藤本二三代、歌手（* 1937年）
- 3月28日 - 木崎ひろすけ、漫画家（* 1965年）
- 3月29日 - 山本浩二、バスケットボール選手・指導者（* 1952年）
- 3月31日 - 六代目中村歌右衛門、歌舞伎役者（* 1917年）